# 구니타치 음악대학

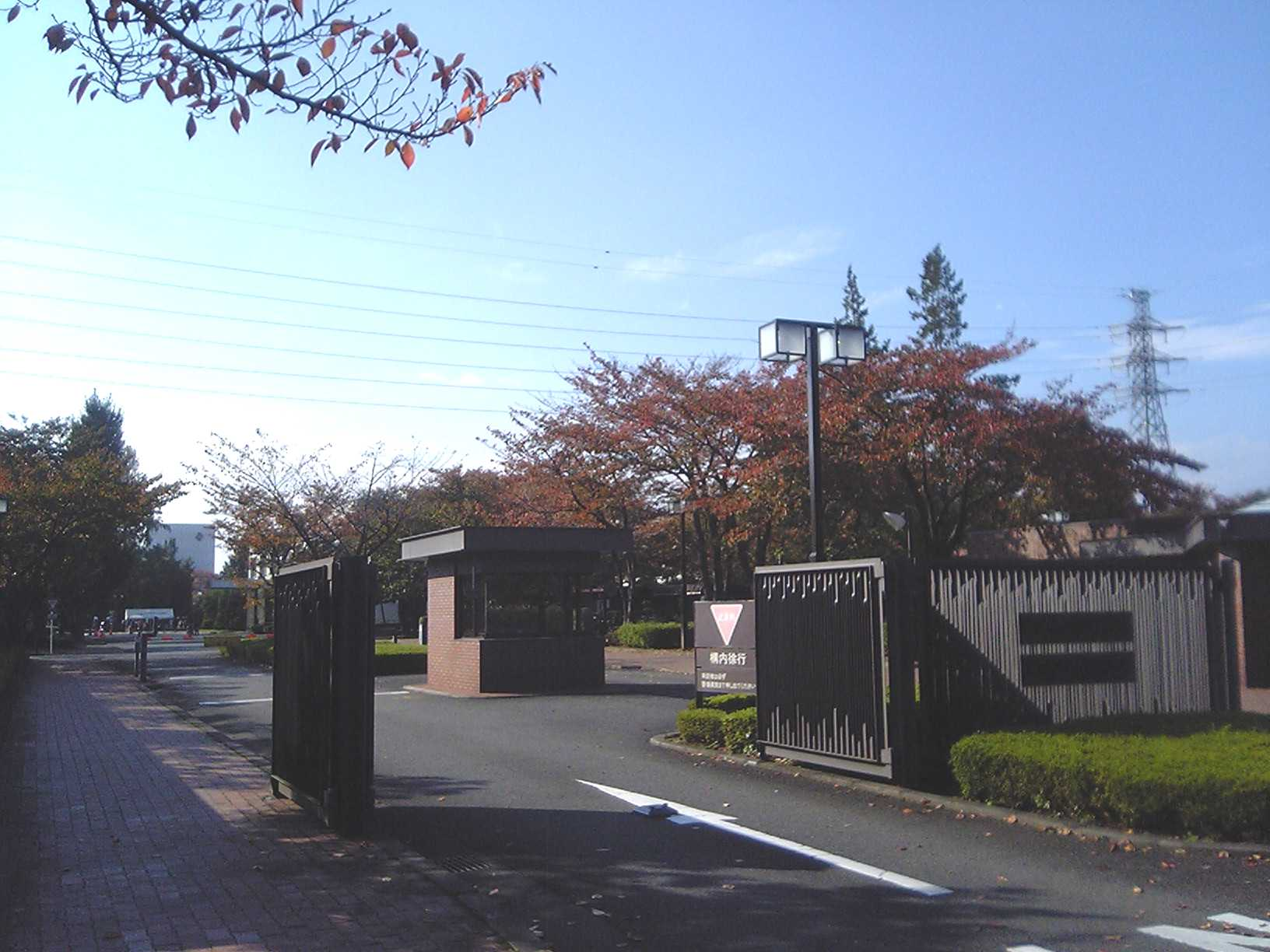
구니타치 음악대학

구니타치 음악대학(일본어: 国立音楽大学, くにたちおんがくだいがく ）은 도쿄도 다치카와시에 본부가 있는 사립 음악대학이다.
1926년에 개교하였고, 대학 설립은 1950년이다. 일본 최초의 사립 음악 고등교육 기관으로도 꼽힌다. 매년 12월에 열리는 NHK 교향악단의 교향곡 9번 연주회에는 성악 전공 학생들이 합창에 참여한다.
‘구니타치’는 국립이라는 의미이기 때문에 국립대학으로 오해를 받기도 한다. 실제로는 1970년대까지 구니타치시에 있었기 때문에 붙은 이름이다.

## 연혁
- 1926년 : 도쿄 도에서 도쿄 고등음악학원으로 개교
- 1947년 : 구니타치 음악학교로 개칭
- 1949년 : 부설 중학교와 고등학교 설립
- 1950년 : 구니타치 대학으로 발족
- 1953년 : 부속 초등학교 설립
- 1968년 : 대학원 음악 연구과 (석사과정) 설치
- 1978년 : 다치카와 시로 이전
- 2004년 : 7개 학과를 3개 학과로 개편

## 학부
- 음악학부
  - 연주학과
  - 음악문화디자인학과
  - 음악교육학과
  - 별과

## 대학원
- 음악연구과
  - 성악 전공
  - 기악 전공
  - 작곡 전공
  - 음악학 전공
  - 음악교육학 전공

## 학교 동문

### 유명 졸업생
- 야마시타 요스케 - 재즈 피아노 연주자 겸 작곡가
- 사토 마사루 – 작곡가
- 히사이시 조 – 피아노 연주자 겸 작곡가
- 아마노 마사미치 – 작곡가
- 혼다 마사토 - 색소폰 연주자 겸 작곡가
- 와타나베 유이치 - 피아노 연주자 겸 작곡가
- 유사 미모리 - 가수 겸 작곡가
- 아키카와 마사후미 - 가수
- akko - 마이 리틀 러버의 보컬
- 오오시마 마치루 - 작곡가
- 토타카 카즈미 - 게임 음악 작곡가 겸 성우